# FSV Hollenbach
Der FSV Hollenbach 1970 e. V. ist ein reiner Fußballverein aus dem zum hohenlohischen Mulfingen gehörenden Ortsteil Hollenbach.

## Geschichte

### 1970 bis 2007: Von der Gründung bis zum Aufstieg in die Verbandsliga
Der FSV Hollenbach wurde 1970 gegründet. Im Jahr 2000 erreichte die erste Mannschaft die Meisterschaft in der Bezirksliga Hohenlohe und stieg in die erste Staffel der Landesliga Württemberg auf. Erste überregionale Aufmerksamkeit erlangte der durch den ortsansässigen Sportbekleidungshersteller JAKO unterstützte Verein mit der Meisterschaft in der Landesliga und dem damit verbundenen Aufstieg in die Verbandsliga Württemberg im Jahr 2007.

### Aktuell: Verbands- und Oberliga Baden-Württemberg
| Saison    | Liga                         | Platz | Punkte             | Tore   |
| --------- | ---------------------------- | ----- | ------------------ | ------ |
| 1995/96   | Bezirksliga Hohenlohe        |       |                    |        |
| 1996/97   | Kreisliga A, St. 3 Hohenlohe | 04    | 52                 | 50:20  |
| 1997/98   | Kreisliga A, St. 3 Hohenlohe | 03    | 38                 | 51:40  |
| 1998/99   | Kreisliga A, St. 3 Hohenlohe | 01    | 80                 | 105:14 |
| 1999/2000 | Bezirksliga Hohenlohe        | 01    | 84                 | 98:16  |
| 2000/01   | Landesliga Württemberg       | 06    | 44                 | 51:45  |
| 2001/02   | Landesliga Württemberg       | 08    | 44                 | 61:58  |
| 2002/03   | Landesliga Württemberg       | 05    | 45                 | 45:54  |
| 2003/04   | Landesliga Württemberg       | 12    | 39                 | 56:52  |
| 2004/05   | Landesliga Württemberg       | 03    | 53                 | 66:46  |
| 2005/06   | Landesliga Württemberg       | 08    | 40                 | 58:39  |
| 2006/07   | Landesliga Württemberg       | 01    | 74                 | 77:15  |
| 2007/08   | Verbandsliga Württemberg     | 05    | 51                 | 56:33  |
| 2008/09   | Verbandsliga Württemberg     | 03    | 51                 | 56:33  |
| 2009/10   | Verbandsliga Württemberg     | 01    | 60                 | 59:30  |
| 2010/11   | Oberliga Baden-Württemberg   | 12    | 45                 | 51:45  |
| 2011/12   | Oberliga Baden-Württemberg   | 09    | 41                 | 37:46  |
| 2012/13   | Oberliga Baden-Württemberg   | 09    | 46                 | 48:55  |
| 2013/14   | Oberliga Baden-Württemberg   | 08    | 48                 | 49:56  |
| 2014/15   | Oberliga Baden-Württemberg   | 08    | 51                 | 56:48  |
| 2015/16   | Oberliga Baden-Württemberg   | 06    | 54                 | 57:53  |
| 2016/17   | Oberliga Baden-Württemberg   | 16    | 35                 | 45:69  |
| 2017/18   | Verbandsliga Württemberg     | 04    | 54                 | 51:32  |
| 2018/19   | Verbandsliga Württemberg     | 02    | 56                 | 53:36  |
| 2019/20   | Verbandsliga Württemberg     | 02    | Saison abgebrochen |        |
| 2020/21   | Verbandsliga Württemberg     |       | Saison annulliert  |        |
| 2021/22   | Verbandsliga Württemberg     | 01    | 85                 | 82:26  |
| 2022/23   | Oberliga Baden-Württemberg   | 08    | 48                 | 46:42  |
| 2023/24   | Oberliga Baden-Württemberg   | 06    | 49                 | 61:68  |
| 2024/25   | Oberliga Baden-Württemberg   | 11    | 48                 | 54:60  |

Nach Platz fünf und Platz drei in den ersten beiden Verbandsligaspielzeiten wurde die Mannschaft in der Saison 2009/10 Meister und stieg in die Oberliga Baden-Württemberg auf. In der Oberliga hielt man sich sieben Spielzeiten. 2017 musste man in die Verbandsliga absteigen, da der Vizemeister FSV 08 Bissingen in den Relegationsspielen am Aufstieg scheiterte.
Nach der Saison 2018/19 stand man kurz vor einer Rückkehr in die Oberliga, scheiterte jedoch in der Relegation am Freiburger FC. In der aufgrund der Corona-Pandemie abgebrochenen Saison 2019/20 scheiterte man als Tabellenzweiter hinter der TSG Backnang erneut nur knapp am Wiederaufstieg. Dieser gelang schlussendlich 2022, als man die Meisterschaft in der Verbandsliga erringen konnte.

## Jugendarbeit
Bereits einige Spieler im Profibereich absolvierten Teile ihrer fußballerischen Ausbildung beim FSV Hollenbach, wie z. B. Mart Ristl, Pascal Sohm, Adrian Beck oder Luca Pfeiffer. Seit 2020 besteht im Jugendbereich eine Kooperation mit dem VfB Stuttgart.

## Spielstätte
Spielstätte ist die 3.500 Zuschauer fassende JAKO-Arena. Sie war bereits Schauplatz einiger Spiele hochklassiger Mannschaften.
Zuletzt trug dort Bayer 04 Leverkusen ein Testspiel gegen die Würzburger Kickers aus. Initiiert wurde das Spiel durch den Ausrüster der beiden Teams, JAKO.

## Erfolge

### Meisterschaft
- Meister der Verbandsliga Württemberg 2010, 2022
- Meister der Landesliga Württemberg Staffel I 2007
- Meister der Bezirksliga Hohenlohe 2000

### Pokal
- WFV-Pokal Halbfinale 2007

### Jugend
- Meister der A-Junioren Verbandsstaffel Nord 17/18 (Aufstieg in die EnBW A-Junioren Oberliga)
- Meister der A-Junioren Verbandsstaffel Nord 12/13 (Aufstieg in die EnBW A-Junioren Oberliga)
- Deutscher Vizemeister im Futsal (C-Junioren)